# Funny Games II
Funny Games II er en dansk kortfilm fra 2011 med instruktion og manuskript af Dieggo Coello.

## Handling
Denne artikel mangler et handlingsreferat. Hjælp os med at skrive det.

## Medvirkende
- Vanessa Fonte - Corinne
- Lemmy Constantine - Jim
- Kelina Riva - Melina